# 美國陸軍：真實士兵
《美國陸軍：真實士兵》是由育碧紅色風暴開發的第一人称射击游戏游戏，育碧软件在2007年11月17日发行。它是美国陆军遊戲《美國陸軍》的衍生作品。

## 遊戲內容
根據IGN的遊戲預告，只要玩家與其他隊員一同合作，即可提升火力的精準度以及反擊力。玩家只能與附近的隊友通話，但是領隊不論遠近皆可用無線電聯絡所有的隊友，而且還可以呼叫火砲支援。一個隊伍有五個作戰單位：步槍兵小隊、擲彈兵小隊、標定射擊小隊、機槍小隊、領隊。
在多人連線遊戲，與《美國陸軍》角色是相同的，玩家是扮演美国陆军。當玩家被敵軍火力擊中而導致受傷，玩家不能執行任何攻擊活動，只能一直倒在地上，直到隊友給予治療才可以活動，遊戲主要是呈現真實的戰場，所以玩家一定要遵守交戰守則。多人遊戲包含的任務有：撤離任務、防守物件、獵殺VIP以及同時防守並持續守住任務點，大多的任務型態都與《美國陸軍三》相同。

## 評價
| 汇总媒体     | 得分   |
| ------------ | ------ |
| GameRankings | 44.08% |
| Metacritic   | 43/100 |

| 媒体         | 得分   |
| ------------ | ------ |
| 官方Xbox杂志 | 4.5/10 |

《Official Xbox Magazine》給它最低的分數4.5分，總分10分。

## 外部連結
- YouTube上的America's Army: True Soldiers Xbox 360 Video - Trailer